# Antologia dei Miti di Cthulhu
L'antologia dei Miti di Cthulhu è una raccolta di racconti che contiene storie legate al Ciclo di Cthulhu, genere della narrativa horror lanciato da H.P. Lovecraft. Tali antologie hanno contribuito a definire e diffondere il genere.

## Tales of the Cthulhu Mythos
Tales of the Cthulhu Mythos, curata da August Derleth e pubblicata da Arkham House nel 1969, è considerata la prima antologia dei Miti di Cthulhu. Conteneva due racconti di Lovecraft, un certo numero di scritti dai membri del cerchio di Lovecraft e diversi nuovi racconti scritti per la raccolta da parte di una nuova generazione di scrittori. È stato pubblicato in una edizione di 4 024 copie.
Lin Carter più tardi scrisse che Tales of the Cthulhu Mythos "ha segnato l'inizio di una nuova era nella storia del Ciclo di Cthulhu per molte ragioni, uno dei quali era il fatto che ha introdotto una serie di nuovi scrittori."

### Contenuti
Il contenuto della edizione originale del 1969 era:
- The Cthulhu Mythos di August Derleth
- Il richiamo di Cthulhu (The Call of Cthulhu) di H. P. Lovecraft
- La vendetta dello Stregone (The Return of the Sorcerer) di Clark Ashton Smith
- Ubbo-Sathla (Ubbo-Sathla ) di Clark Ashton Smith
- La Pietra Nera (The Black Stone) di Robert E. Howard
- I segugi di Tindalos (The Hounds of Tindalos) di Frank Belknap Long
- I divoratori dello spazio (The Space-Eaters) di Frank Belknap Long
- L'Abitatore delle Tenebre (The Dweller in Darkness) di August Derleth
- Oltre la soglia (Beyond the Threshold) di August Derleth
- L'orrore dalle stelle (The Shambler from the Stars) di Robert Bloch
- L'abitatore del buio (The Haunter of the Dark) di H. P. Lovecraft
- L'ombra del campanile (The Shadow from the Steeple) di Robert Bloch
- Quaderno trovato in una casa deserta  (Notebook Found in a Deserted House) di Robert Bloch
- L'orrore di Salem (The Salem Horror) di Henry Kuttner
- Lo scettico nel cimitero (The Haunter of the Graveyard) di J. Vernon Shea[2]
- Il pornografo sfortunato (Cold Print) di J. Ramsey Campbell[2]
- La città sorella (The Sister City) di Brian Lumley[2]
- Cemento (Cement Surroundings) di Brian Lumley[2]
- Gli esseri del profondo (The Deep Ones) di James Wade[2]
- Il ritorno dei Lloigor (The Return of the Lloigor) di Colin Wilson[2]

### Ristampe
- New York: Ballantine, 1971 (2 volumi).
- London: Grafton, 1988.
- Sauk City, WI: Arkham House, Novembre 1989 (contenuto variante). Questa tarda edizione riveduta, curata ed introdotta da James Turner, elimina i racconti di Shea e Wade, e le due di Lumley, ed aggiunge i seguenti sette racconti:

1. Il terrore degli abissi (The Terror from the Depths) di Fritz Leiber
2. Nascendo con Surtsey (Rising with Surtsey) di Brian Lumley
3. La mia barca (My Boat) di Joanna Russ
4. I graticci di legno (Sticks) di Karl Edward Wagner
5. La matricola (The Freshman) di Philip José Farmer
6. Jerusalem's Lot (Jerusalem's Lot) di Stephen King
7. Scoperta della Zona Ghoorica (Discovery of the Ghooric Zone) di Richard A. Lupoff

## The Disciples of Cthulhu
The Disciples of Cthulhu è un'antologia di racconti curata da Edward P. Berglund e pubblicata da DAW Books nel 1976. In seguito Berglund la descrisse come "la prima professionale, tutta originale, antologia dei Miti di Cthulhu.".

### Contenuti
Il contenuto è:
- Editor's Foreword di Edward P. Berglund
- Introduction di Robert Bloch
- Orrore al Luna-Park (The Fairground Horror) di Brian Lumley
- Il silenzio di Erika Zahn (The Silence of Erika Zahn) di James Wade
- L'occhio (All-Eye) di Bob Van Laerhoven
- Ghroth (The Tugging) di Ramsey Campbell
- Dove cammina Yidhra (Where Yidhra Walks) di Walter C. DeBill, Jr.
- L'ospite che viene dalle stelle (The Feaster from a Far) di Joseph Payne Brennan
- Zoth-Ommog (Zoth-Ommog) di Lin Carter
- Oscurità è il mio nome (Darkness, My Name Is) di Eddy C. Bertin
- Il terrore degli abissi (The Terror from the Depths) di Fritz Leiber